# Viereck (Elő-Pomeránia)
Viereck település Németországban, Mecklenburg-Elő-Pomeránia tartományban. 

## Népesség
A település népességének változása: